# Pseudognaphalium viravira
Pseudognaphalium viravira (Molina) Anderb., llamada popularmente como vira vira, hierba de la vida o hierba de diuca, es una planta herbácea perteneciente a la familia Asteraceae.

## Taxonomía

### Sinonimia
Pseudognaphalium viravira tiene los siguientes sinónimos taxonómicos:
- Gnaphalium piravira Less. in Linnaea 6: 227 (1831)
- Gnaphalium polium Wedd. in Chlor. Andina 1: 147 (1856)
- Gnaphalium viravira Molina in Sag. Stor. Nat. Chili: 149, 354 (1782)
- Gnaphalium andicola Phil.
- Gnaphalium pratense Phil.
- Gnaphalium longifolium Phil.
- Gnaphalium subnudum Phil.
- Pseudognaphalium pratense (Phil.) Anderb.
- Gnaphalium coquimbense Phil.
- Gnaphalium illapelinum Phil. var. illapelinum
- Pseudognaphalium coquimbense (Phil.) Anderb.
- Pseudognaphalium illapelinum (Phil.) Anderb.
- Pseudognaphalium andicola (Phil.) C

## Características morfológicas
Es una hierba de 10 a 50 cm de alto, con hojas alternas y enteras; las hojas inferiores son oblongo lineales, con un tamaño de hasta 4,5 cm de largo. Posee flores infusionadas, tubulares de color amarillento a blanco, organizadas en capítulos numerosos que forman glomérulos de panículas. La droga vegetal de esta planta se encuentra principalmente en las flores.  

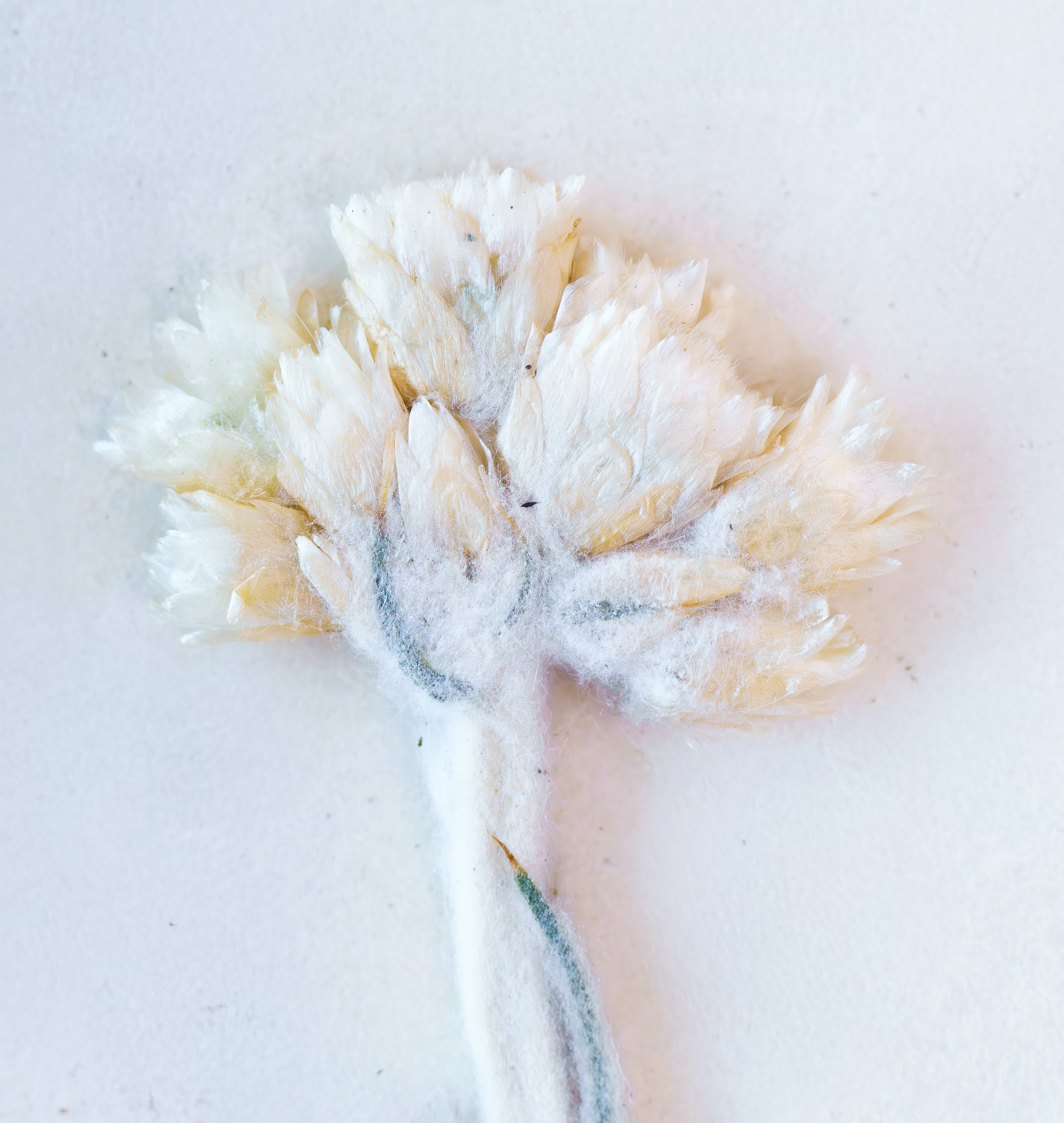
Herbario SQF - Flores de Pseudognaphalium viravira

## Distribución geográfica
Es una especie nativa de Bolivia, Chile Central (Región de Coquimbo, Metropolitana de Santiago y Biobío), Uruguay, Argentina, Galápagos y Perú.

## Usos populares y datos farmacológicos

### Usos tradicionales
Tradicionalmente, se preparan infusiones con las flores para el tratamiento de tos, asma, bronquitis, resfrío y fiebre (interno). También se utiliza para el tratamiento de las heridas (externo). 

### Datos farmacológicos[7][8]
- Efecto antibacteriano. Impide el desarrollo de bacterias.
- Efecto expectorante. Favorece la expulsión de secreciones bronquiales patológicas.
- Efecto sudorífico. Aumenta la transpiración.
- Efecto febrífugo. Disminuye la fiebre.

## Composición Química
Se ha descrito la presencia de diterpenoides como el ácido 3β-hidroxi-kaurenoico y ácido kaurenoico provenientes de los exudados resinosos del tallo de la P. viravira, estos son los responsables de su actividad antibacteriana y funcionalidad insecticida.

## Estado de conservación y amenazas
En Chile, es una planta nativa y frecuente en zonas andinas, aunque no está protegida oficialmente, su uso frecuente para medicina tradicional podría significar un riesgo local de sobreexplotación. En países como como Argentina y Bolivia tampoco se considera amenazada formalmente, pero la pérdida de hábitat y el uso local puede significar un riesgo.